# 4. ŽNL Koprivničko-križevačka 2007./08.
4. ŽNL Koprivničko-križevačka u sezoni 2007./08. je bila nogometna liga četvrtog stupnja na području Koprivničko-križevačke županije, te ligu osmog stupnja nogometnog prvenstva Hrvatske. 
 
Sudjelovalo je 12 klubova, a prvak je bila "Mladost" iz Podravskih Sesveta.

## Ljestvica
| mj. | klub                      | ut. | pob. | ner. | por. | gol+ | gol- | bod |
| --- | ------------------------- | --- | ---- | ---- | ---- | ---- | ---- | --- |
| 1.  | Mladost Podravske Sesvete | 22  | 16   | 0    | 6    | 75   | 36   | 48  |
| 2.  | Rasinja A.Š. Volan        | 22  | 15   | 2    | 5    | 79   | 30   | 47  |
| 3.  | Zagorec Koprivnica        | 22  | 14   | 3    | 5    | 73   | 33   | 45  |
| 4.  | Dragovoljac Bočkovec      | 22  | 12   | 4    | 6    | 54   | 38   | 40  |
| 5.  | Mladost Veliki Raven      | 22  | 10   | 5    | 7    | 49   | 40   | 35  |
| 6.  | Jedinstvo Pustakovec      | 22  | 9    | 5    | 8    | 43   | 42   | 32  |
| 7.  | Vinogradar Čepelovac      | 22  | 10   | 1    | 11   | 36   | 59   | 31  |
| 8.  | Šparta Kalinovac          | 22  | 8    | 5    | 9    | 54   | 61   | 29  |
| 9.  | Repaš                     | 22  | 8    | 2    | 12   | 43   | 50   | 26  |
| 10. | Drava Podravska Selnica   | 22  | 7    | 5    | 10   | 43   | 50   | 26  |
| 11. | Bilogora Gornja Velika    | 22  | 3    | 2    | 17   | 26   | 84   | 11  |
| 12. | Tehničar 1974 Cvetkovec   | 22  | 1    | 4    | 17   | 27   | 79   | 7   |

## Rezultatska križaljka
| kratica | klub                      | BIL | DRG | DRV | JED | MLPS | MLVR | RAS | REP | ŠPA | TEH | VIN | ZAG |
| --- | ------------------------- | --- | --- | --- | --- | ---- | ---- | --- | --- | --- | --- | --- | --- |
| BIL | Bilogora Gornja Velika    |     |     | 0:0 |     |      |      |     |     |     |     |     |     |
| DRG | Dragovoljac Bočkovec      | 3:0 |     |     |     |      | 2:5  |     |     |     |     |     |     |
| DRV | Drava Podravska Selnica   |     |     |     |     |      |      |     |     |     |     |     |     |
| JED | Jedinstvo Pustakovec      |     |     |     |     |      |      |     |     |     |     |     |     |
| MLPS | Mladost Podravske Sesvete |     |     | 0:6 |     |      | 3:1  |     |     |     |     |     |     |
| MLVR | Mladost Veliki Raven      |     |     |     |     |      |      |     |     |     |     |     |     |
| RAS | Rasinja A.Š. Volan        | 1:2 |     |     |     |      | 0:1  |     |     |     |     | 9:5 |     |
| REP | Repaš                     |     |     |     |     | 4:5  |      |     |     | 2:2 |     | 4:4 |     |
| ŠPA | Šparta Kalinovac          |     | 3:3 |     |     |      |      |     |     |     |     |     |     |
| TEH | Tehničar 1974 Cvetkovec   |     |     |     | 2:2 |      |      |     |     | 4:1 |     |     | 2:3 |
| VIN | Vinogradar Čepelovec      |     |     |     | 1:0 |      |      |     |     |     |     |     |     |
| ZAG | Zagorec Koprivnica        |     |     | 3:1 | 1:3 |      |      |     |     |     |     |     |     |
| |                           |     |     |     |     |      |      |     |     |     |     |     |     |
| podebljan rezultat - utakmice od 1. do 11. kola (1. utakmica između klubova) rezultat normalne debljine - utakmice od 12. do 22. kola (2. utakmica između klubova) rezultat nakošen - nije vidljiv redoslijed odigravanja međusobnih utakmica iz dostupnih izvora rezultat nakošen i smanjen * - iz dostupnih izvora nije uočljiv domaćin susreta prekrižen rezultat - poništena ili brisana utakmica p - utakmica prekinuta 3:0 p.f. / 0:3 p.f. - rezultat 3:0 bez borbe |                           |     |     |     |     |      |      |     |     |     |     |     |     |

 Izvori: 

## Unutarnje poveznice
- 4. ŽNL Koprivničko-križevačka
- 3. ŽNL Koprivničko-križevačka 2007./08.

## Vanjske poveznice
- Nogometni savez Koprivničko-križevačke županije